# Semioscopis oculella
Semioscopis oculella is een vlinder uit de familie grasmineermotten (Elachistidae). De wetenschappelijke naam is voor het eerst geldig gepubliceerd in 1794 door Thunberg.
De soort komt voor in Europa.